# Église Saint-Gilles de Wrocław
L'église Saint-Gilles (en polonais kościół św. Idziego, en allemand St. Ägidius) est une église du roman tardif située à Wrocław (avant 1946: Breslau) en Silésie (Pologne). Elle se trouve dans le quartier de l'île de la cathédrale. C'est le bâtiment le plus ancien de la ville qui ait été préservé.

## Histoire
Cette église catholique consacrée à saint Gilles a été construite dans la première partie du XIIIe siècle. Elle est construite en briques. Son portail est de style Renaissance. Un arc d'architecture gothique la relie à l'ancien chapitre qui se trouvait à la porte appelée Brama Kluskowa (porte de la nouille/boulette; Klösseltor en allemand).
L'intérieur décoré en style baroque a été entièrement détruit à la fin de la Seconde Guerre mondiale pendant les assauts de l'Armée rouge contre la Wehrmacht.
L'église dépend aujourd'hui de la paroisse de la cathédrale de Wrocław.

## Illustrations

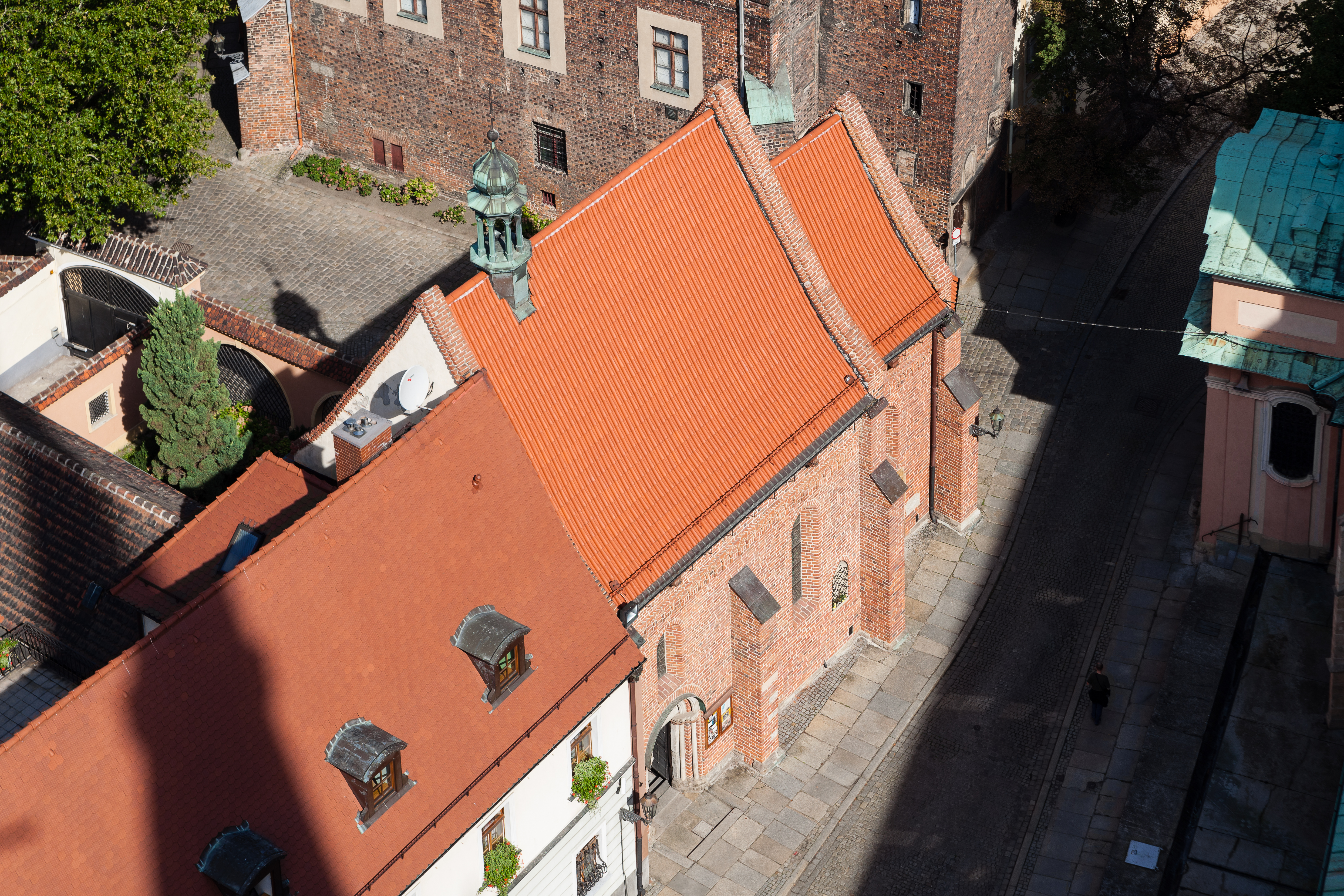
Vue de côté de l'église et portail
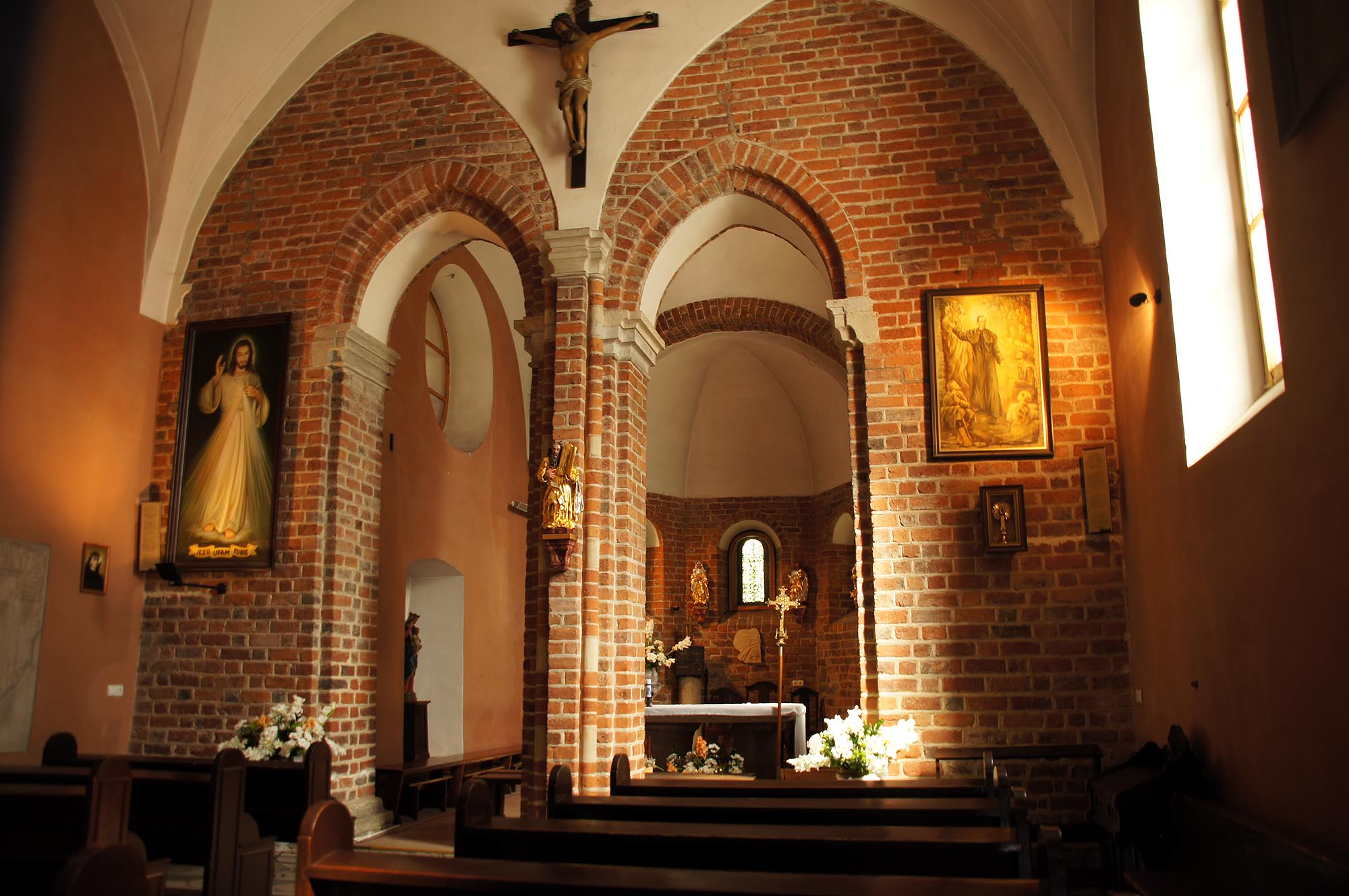
Intérieur de l'église

## Source
- (pl) Cet article est partiellement ou en totalité issu de l’article de Wikipédia en polonais intitulé « Kościół św. Idziego we Wrocławiu » (voir la liste des auteurs).